# Luis Borrassà

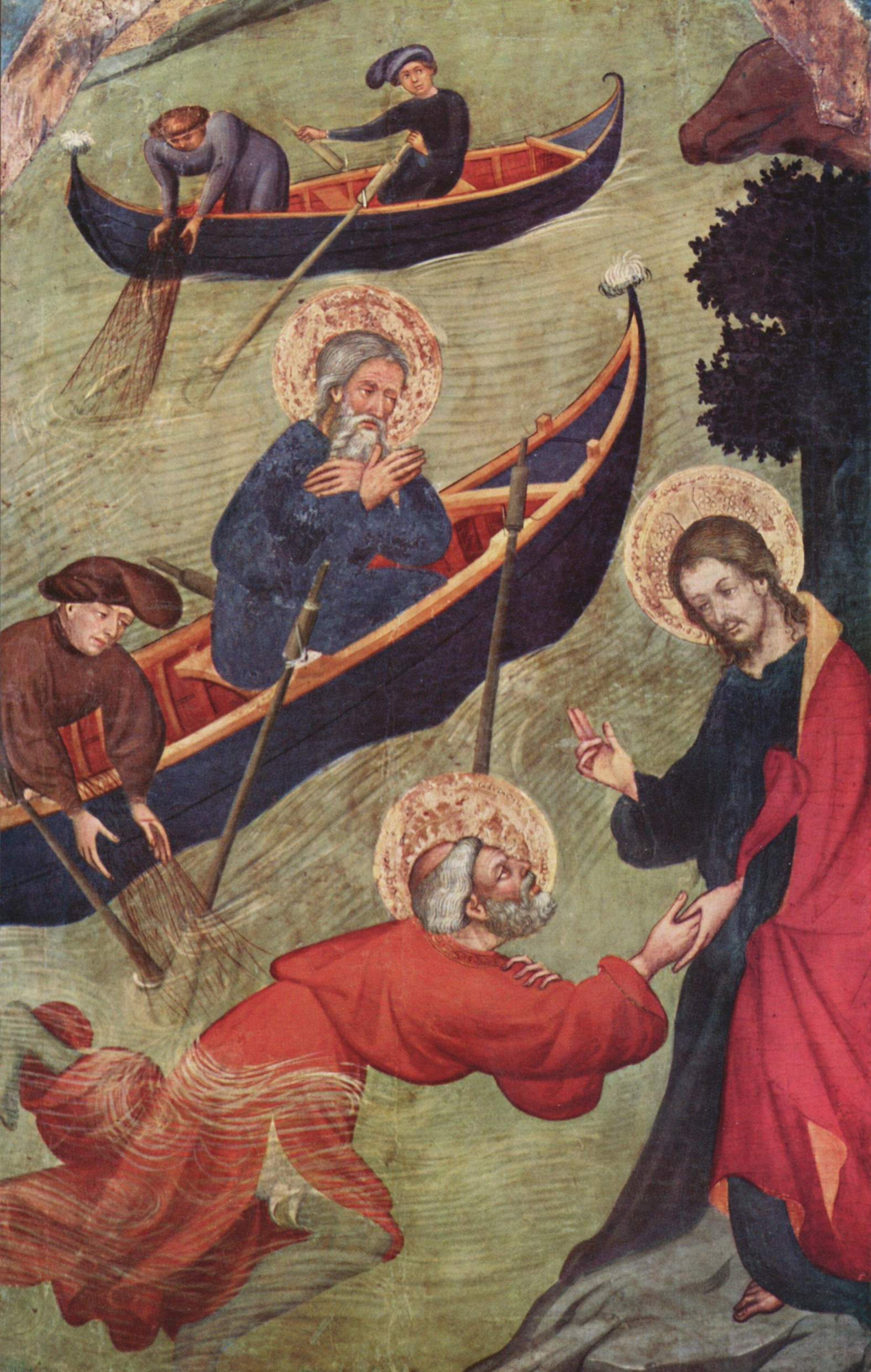
Altar de São Pedro, 1411

Lluís Borrassà ou Luis Borrassa (Gerona, cerca de 1360 — Barcelona, cerca de 1425) foi um pintor gótico catalão.

## Vida
Filho de uma família de artistas de Gerona, onde foi formado. Em 1383 estabeleceu-se em Barcelona, onde criou um grande estúdio, com os assistentes e discípulos.

## Estilo
É considerado o introdutor do estilo Gótico Internacional da Catalunha. Pintou numerosos retábulos, com um brilhante cromatismo. Foi influenciado por artistas como Joan Mates e Bernardo Martorell.

## Obra
- Retablo de Guardiola (1404), em que abandona o fundo de ouro tradicional.
- Retablo de Santa Clara (1414), realizado para o convento de clarissas de Vic.
- Retablo de San Pedro (1411-1413), Igreja de Santa Maria de Egara.
- Retablo de la Natividad, hacia 1385-1390, Museu de Artes Decorativas, Paris.
- Lamento de Cristo (1410-1411). retablo del Espíritu Santo, por Pedro Serra, Colegiata Basílica de Santa María.
- Escena de la Resurrección procedente de um retábulo para o mosteiro de Santes Creus (1411-1418), Museu Nacional d'Art de Catalunya.
- Retablo de San Juan Bautista (h. 1415-1420), Museu de Artes Decorativas, Paris.
- Retablo de San Miguel de Cruilles (1416), Museu de Gerona.

## Galeria
Pinturas de Lluís Borrassà
- Santa Bárbara (1380-1420) no MNAA, Lisboa
- Predela-Retábulo do Pentecostes (1394), Catedral de Manresa
- Retábulo da Madre de Deus e São Jorge, MNAC, Barcelona
- Retábulo do Espírito Santo, Monastério de Sant Cugat del Vallès
- S.to André negando o ídolo (1400-05) no Museu do Prado, Madrid